# Rehling
Rehling – dzielnica gminy Rehling  w Niemczech, w kraju związkowym Bawaria, w rejencji Szwabia, w regionie Augsburg, w powiecie Aichach-Friedberg.

## Historia
W czasach Cesarstwa rzymskiego w pobliżu miejscowości znajdowała się wieża strażnicza, pilnująca porządku na drodze z Augsburga do Burgheimo (Via Augusta). Pierwsza siedziba właścicieli Rehling - rodzina von Rehlingen, znajdowała się na wzgórzu kościelnym. Przed 1100 rokiem został wybudowany zamek Kugl na północny zachód od wsi. W 1322 roku rodzina von Rehlingen sprzedała majątek rodzinie von Gumpenberg, która w 1341 roku podzieliła Scherneck od Rehling. W wyniku Wojny miast Rzeszy w 1388 r. został zniszczony zamek. Pierwszy dom gościnny został otworzony w 1700 roku i działał aż do 1971. W I połowie XVIII wieku gotycki kościół został przebudowany i zyskał barokowy wystrój. W 1796 Rehling został splądrowany przez wojska francuskie. W XIX wieku w wyniku reformy administracyjnej Rehling stało się siedzibą utworzonej gminy. W 1865 powstał dom gościnny "zum Wirt", który istnieje do dziś. W 1985 został poświęcony cmentarz gminny.

## Zabytki i ciekawe miejsce
Punkt centralny wsi stanowi wzgórze kościelne, z rozpoczynającą się na nim ulicą Hauptstraße, gdzie znajduje się ratusz (Hauptstraße 1), kościół parafialny pw. św. Wita i Katarzyny (St. Vitus und Katharina), plebania, stara fontanna z wodą pitną, przystanek autobusowy Rehling-Rathaus oraz drzewko majowe. Po drugiej stronie ulicy znajduje się oddział banku (Raiffeisen Bank) oraz restauracja z ogródkiem piwnym - "Gasthof zum Wirt Gaststätten" (Hauptstraße 8). Na zakręcie znajduje się piekarnia i poczta. W Rehling znajdują się również przedszkole, szkoła podstawowa, remiza Ochotniczej Straży Pożarnej na tyłach ratusza oraz Nowy Cmentarz, z kaplicą św. Jana Nepomucena w północnej części wsi.